# Поленов, Борис Константинович
Бори́с Константи́нович Поле́нов (26 августа 1859, Пулково, Санкт-Петербургская губерния — 29 января 1923, Пермь, Пермская губерния) — русский геолог, первый декан физико-математического факультета (1916—1917) и проректор (1920—1921) Пермского университета.

## Биография
Родился в Пулково Царскосельского уезда Санкт-Петербургской губернии. Его отец, К. П. Поленов, после блестящего окончания обучения был оставлен при Пулковской обсерватории для подготовки к профессорскому званию, но по семейным обстоятельствам уехал на Урал, где Борис провёл своё детство и юность.
Учиться начал во 2-й Казанской гимназии, но окончил Екатеринбургскую в 1878 году. Затем учился на физико-математическом факультете Санкт-Петербургского университета (1878—1882) — ученик А. А. Иностранцева. Был оставлен при кафедре геологии для подготовки к профессорскому званию и летом 1882 года принял участие в экспедиции на Алтай. С ноября 1882 года Поленов — член-сотрудник, с 9 мая 1884 года — действительный член Санкт-Петербургского общества естествоиспытателей. В 1884—1886 годах проводил петрографические исследования на Урале.
В 1885 году был назначен хранителем геологического кабинета Санкт-Петербургского университета. Продолжал участвовать в различных экспедициях: 1887 год — Устюжский уезд Вологодской области; 1888—1889 годы — экспедиция В. В. Докучаева по Полтавской губернии; 1892—1893 годы — Северный Урал; с 1894 года — почти ежегодные экспедиции на Алтай — результатом этих экспедиций явился ряд геологических рукописных отчетов и печатных статей (М. Э. Ноинский писал, что исследования Поленова на Алтае «…всегда будут базой для всех последующих исследователей этой области».
С 1892 года — один из авторов и редакторов «Энциклопедического словаря Брокгауза и Ефрона», где он вёл раздел геологии и палеонтологии, написав свыше 200 статей.
В 1899 году защитил магистерскую диссертацию «Массивные горные породы северной части Витимского плоскогорья», был назначен приват-доцентом Санкт-Петербургского университета, читал лекции и вёл практические занятия по курсу петрографии в университете, а также преподавал геологические дисциплины в Институте гражданских инженеров.
В 1904—1913 годы — профессор Казанского университета по кафедре минералогии и геологии и президентом Общества естествоиспытателей при университете. Особое внимание в этот период Поленов уделил совершенствованию курса петрографии магматических пород; с этой целью в командировку за границу был отправлен П. И. Кротов, который возобновил чтение лекций по этому направлению в 1911 году. С 1905 года, после смерти А. А. Штукенберга, Поленов в течение многих лет был председателем Казанского общества естествоиспытателей. В 1907 году был назначен деканом физико-математического факультета.
В 1913 году, выйдя в отставку, уехал в Костромскую губернию.
В 1916 году был командирован в Пермь для чтения лекций в открывавшемся там отделении Петроградского университета ещё в должности ординарного профессора Казанского университета; 1 июля 1916 года он был переведён в Пермский университет с тем же званием, которое имел в Казанском; 4 октября 1916 года был утверждён в должности декана физико-математического факультета нового вуза.
Начиная с 1916 года заведовал единственной геологической кафедрой (геологии и минералогии), организовал и возглавил Геологический кабинет на базе собственной библиотеки в 1000 томов и собственных коллекций, вывезенных им в Пермь из родового имения Павловское Кинешемского уезда (ныне музей палеонтологии и исторической геологии Пермского университета носит его имя). После разделения кафедры на кафедру минералогии и кафедру геологии руководил кафедрой геологии, а после отъезда зав. кафедрой минералогии А. А. Полканова в Петроград (1920) осуществлял общее руководство двумя кафедрами. Преподавал общую геологию, палеонтологию, историческую геологию, физическую геологию. В Перми продолжал обработку результатов исследований по Алтаю, но они остались неопубликованными.
В мае 1919 года Совет университета избрал Поленова кандидатом в члены Государственного экономического совещания при правительстве А. В. Колчака в Омске, где он встречался с министром народного просвещения этого правительства П. И. Преображенским.
C ноября 1920 по июнь 1921 — проректор университета (зав. канцелярией совета по студенческим делам).
Умер 29 января 1923 года и был похоронен был на кладбище Успенского женского монастыря (могила не сохранилась).

## Разное
- На дочери Поленова Наталье весной 1913 в Казани женился юрист М. Ф. Матвеев, будущий основатель и первый декан юридического факультета ПГУ[6].
- Дочь Татьяна была учёным-химиком, старшим научным сотрудником Всесоюзного института галургии, занималась геологоразведкой соляных месторождений[7].
- Художник Б. М. Кустодиев в 1903 г. на одной из своих картин запечатлел семью Б. К. Поленова[8].

## Избранная библиография
- Очерки горных пород Вилюйского округа, Витимского плоскогорья.
- «Почвы окраин плато, примыкающих к речным долинам» («Вестник естествознания», 1890) и др.